# Örneströms pappersbruk

Örneströms pappersbruk är ett före detta pappersbruk i Kinda kommun (Kisa socken) i Östergötland.

## Historia
Örneströms pappersbruk låg på Friggestorps ägor i Kisa socken, Kinda härad. Friggestorp köptes 1625 av N. Brahe. Det ägdes 1687 av B. Kugelhjelm, 1700 av majoren Gabriel Gyllenståhl (död 1705), därefter och 1726 av hans änka Katarina Cronhjelm, sedermera av släkterna Du Rietz och Lindsfelt, 1825 av Jonas Liljedahl (1779–1827), som 1818 arrenderade det av fänriken Per Gustaf Samuelsson Durling anlagda och 1806 privilegierade pappersbruket. År 1850 tillhörde åtminstone pappersbruket en Hagström och 1852 And. Andersson. Alltsammans inköptes 1869 för 36 000 kronor av C. Sandberg och såldes av hans stärbhusdelägare år 1874 för omkring 100 000 kronor till grosshandlaren i Norrköping P. A. Enhörning. Den 21 maj 1874 stadfästes bolagsregler för Örneströms aktiebolag, med ändamål att på bruket och på andra platser bedriva trävaruhandel och papperstillverkning, med styrelsens säte i Norrköping. Aktiekapitalets minimum var 150 000 kronor och maximum 300 000 kronor.